# Јозеф Штробах
Јозеф Карл Штробах (Вернштат, 23. децембар 1852 — Беч, 11. мај 1905) био је аустријски књижар и политичар из редова Хришћанско социјалне партије. Служио је као градоначелник Беча од 1896-1897. године.

## Живот
Јозеф Штробах је рођен у Вернштату у Бохемији као ванбрачни син Марије Ане Штробах.
Јозеф је првобитно радио у пошти у Прагу, а у Беч је дошао 1872. године.

## Политичка каријера
У Бечу се придружио хришћанско-социјалном покрету. Постао је председник Централног удружења бечких домаћина и председник Изборног удружења уједињених хришћана у Маргаретену.
Пошто је Штробах већ 1893. био члан бечког Општинског већа, а од 1895. био градски већник, 1896. је изабран за градоначелника Беча. Штробах се сматрао „човеком за прљаве послове” Карла Лугера а још је био и члан Грађанског клуба антисемита. Након што га је на месту градоначелника наследио Лугер 1897. године, преузео је место заменика градоначелника и заменика обласног маршала Доње Аустрије. Од 1896. до 1905. био је члан Ландтага Доње Аустрије, од 1897. до 1905. члан Рајхсрата.

## Смрт
Умро је 195. године у Бечу. Његов почасни гроб се налази на Средишњем бечком гробљу (група 32 А, број 22). Године 1906. улица у петом бечком округу - Маргаретену названа је по њему Штробахгасе.